# 野王之战
野王之战，361年（东晋升平五年、前燕建熙二年）二月至七月，前燕太宰慕容恪率军在野王（今河南省沁阳市）攻打吕护的作战。
360年，前燕皇帝慕容儁之子慕容暐即位，大事由太宰慕容恪掌管。361年二月，宁南将军吕护镇守野王，暗中投靠东晋。东晋以吕护为前将军、冀州刺史。吕护想要引东晋军偷袭燕国都城邺城（今河北临漳西南）。来及行动，事情败露。三月，太原王慕容恪统军前往野王平叛。慕容恪率军五万，冠军将军皇甫真领共一万，进至野王城外，吕护关城固守。前燕护军将军傅颜力请急攻。慕容恪则坚持围困，于是在野王城外修筑深沟高垒，切断守军外援，以待机击之。七月，吕护軍被围数月，外无救兵，内无粮草。吕护被迫令部将张兴率七千人马出城迎战，张兴战败被杀。当夜，吕护以皇甫真营陣为突围口，率城中锐卒试图突围。皇甫真事先已做好准备，慕容恪兵从侧翼出击，吕护所部死伤惨重，吕护单骑逃往荥阳（今河南荥阳东北）燕军攻克野王。